# D220 (Creuse)
De D220 is een departementale weg in het Midden-Franse departement Creuse. De weg bestaat uit twee delen. Het eerste deel loopt van de grens met Indre via het gehucht La Forgé bij Azerables naar de grens met Haute-Vienne. Het tweede deel vormt een onderbreking van de D220 in Haute-Vienne bij Le Dognon in de gemeente Saint-Maurice-la-Souterraine. Beide delen worden met elkaar verbonden door de D220 in Haute-Vienne. In Indre loopt de weg als D920 verder naar Argenton-sur-Creuse en Parijs. In Haute-Vienne loopt de weg verder als D220 naar Limoges en Toulouse.

## Geschiedenis
Oorspronkelijk was de D220 onderdeel van de N20. In 2006 werd de weg overgedragen aan het departement Creuse, omdat de weg geen belang meer had voor het doorgaande verkeer vanwege de parallelle autosnelweg A20. De weg is toen omgenummerd tot D220.